# Kabinett Baldwin II
Das Kabinett Baldwin II wurde im Vereinigten Königreich am 4. November 1924 durch Premierminister Stanley Baldwin von der Conservative Party gebildet und löste das Kabinett MacDonald I ab. Der Regierung gehörten ausschließlich Minister der Conservative Party an und befand sich bis zum 4. Juni 1929 im Amt, woraufhin sie durch die zweite Regierung MacDonald abgelöst wurde.

## Regierungszeit
Bei den vorausgegangenen Unterhauswahlen am 29. Oktober 1924 – den dritten Wahlen innerhalb von zwei Jahren – erhielt Ramsay MacDonalds Labour Party von 615 Sitzen im House of Commons nur noch 151 Mandate, während die Conservative Party mit 412 Mandaten über eine deutliche absolute Mehrheit verfügte. Gleichzeitig führten die Neuwahlen zu einer entscheidenden Reduzierung des Einflusses des Liberal Party, die nur noch 40 Abgeordnete stellte. Auf sonstige Parteien entfielen 12 Mandate. Darunter waren auch die sieben Constitutionalists, von denen drei der konservativen Fraktion beitraten, unter ihnen Churchill.
Am 28. April 1925 kündigte Schatzkanzler Winston Churchill im Unterhaus die Rückkehr zum 1914 aufgegebenen Goldstandard der Währung an, was daraufhin zur Überbewertung des Pfund Sterling mit daraus resultierenden Exportschwierigkeiten führte. Der Streik der Bergarbeiter wegen drohender Lohnkürzungen weitete sich zu einem neuntägigen Generalstreik vom 3. bis 12. Mai 1926 aus, dem die gut vorbereitete Regierung Baldwin erfolgreich begegnete und der mit einer Niederlage der Arbeiterbewegung endete, die zugleich eine Serie von Arbeitskonflikte seit Ende des Ersten Weltkrieges beschloss. Auf einer Empire-Konferenz vom 19. Oktober bis 18. November 1926 wurde im Balfour-Bericht der Status der Dominions definiert, wonach diese „autonome Gemeinschaften innerhalb des britischen Empire, gleich im Status, in keiner Weise einander in inneren und äußeren Angelegenheiten untergeordnet“, aber „doch durch eine gemeinsame Bindung an die Krone vereinigt und als Mitglieder des Commonwealth of Nations frei assoziiert“ sind.
Durch ein am 28. Juni 1927 verabschiedetes Gewerkschaftsgesetz wurden zukünftige Sympathiestreiks untersagt und die Abführung von Gewerkschaftsbeiträgen an die Labour Party nur bei Zustimmung der Mitglieder gestattet. Im Juli 1928 kam es zu einer Wahlrechtsreform, die zu einer rechtlichen Gleichstellung von Frauen und Männern führten, wonach auch Frauen mit Vollendung des 21. Lebensjahres das Wahlrecht erhielten.
Obwohl bei der Unterhauswahl am 30. Mai 1929 auf die konservativen Tories mit 38,1 Prozent die meisten Stimmen entfielen, ging die Labour Party (37,1 Prozent) aus den Wahlen erstmals als Partei mit den meisten Sitzen hervor. Von 615 Sitzen entfielen auf die Labour Party 287 Sitze und auf die Conservative Party 260 Mandate, während die Liberal Party 59 Abgeordnete stellte. Im Anschluss bildete der bisherige Oppositionsführer Ramsay MacDonald eine von der Liberal Party tolerierte Minderheitsregierung.

## Mitglieder des Kabinetts
| Zugehörigkeit |  | Konservative |

| Amt                                                                        | Bild                         | Person                                                   | Partei             | Partei                                     | Amtszeit         | Amtszeit     |
| -------------------------------------------------------------------------- | ---------------------------- | -------------------------------------------------------- | ------------------ | ------------------------------------------ | ---------------- | ------------ |
| Premierminister Erster Lord des Schatzamtes Leader of the House of Commons | Stanley Baldwin              | Stanley Baldwin                                          |                    | Conservative Party                         | 6. November 1924 | 4. Juni 1929 |
| Lordpräsident des Rates                                                    | George Curzon                | George Curzon, 1. Marquess Curzon of Kedleston           | Conservative Party | 6. November 1924                           | 27. April 1925   |              |
| Lordpräsident des Rates                                                    | Arthur Balfour               | Arthur James Balfour, 1. Earl of Balfour                 | Conservative Party | 20. März 1925                              | 4. Juni 1929     |              |
| Lordkanzler                                                                | George Cave                  | George Cave, 1. Viscount Cave                            | Conservative Party | 6. November 1924                           | 28. März 1928    |              |
| Lordkanzler                                                                | Douglas Hogg                 | Douglas Hogg, 1. Baron Hailsham                          | Conservative Party | 28. März 1928                              | 4. Juni 1929     |              |
| Lordsiegelbewahrer                                                         | James Gascoyne-Cecil         | James Gascoyne-Cecil, 4. Marquess of Salisbury           | Conservative Party | 6. November 1924                           | 4. Juni 1929     |              |
| Schatzkanzler Zweiter Lord des Schatzamtes                                 | Winston Churchill            | Winston Churchill                                        | Conservative Party | 6. November 1924                           | 4. Juni 1929     |              |
| Außenminister                                                              | Austen Chamberlain           | Austen Chamberlain                                       | Conservative Party | 6. November 1924                           | 4. Juni 1929     |              |
| Innenminister                                                              |                              | William Joynson-Hicks                                    | Conservative Party | 6. November 1924                           | 4. Juni 1929     |              |
| Erster Lord der Admiralität                                                | William Bridgeman            | William Bridgeman                                        | Conservative Party | 6. November 1924                           | 4. Juni 1929     |              |
| Minister für Landwirtschaft und Fischerei                                  | Edward Wood                  | Edward Wood                                              | Conservative Party | 6. November 1924                           | 4. November 1924 |              |
| Minister für Landwirtschaft und Fischerei                                  | Walter Guinness              | Walter Guinness                                          | Conservative Party | 4. November 1925                           | 4. Juni 1929     |              |
| Luftfahrtminister                                                          |                              | Samuel Hoare                                             | Conservative Party | 6. November 1924                           | 4. Juni 1929     |              |
| Generalstaatsanwalt                                                        | Douglas Hogg                 | Douglas Hogg                                             | Conservative Party | 6. November 1924                           | 28. März 1928    |              |
| Minister für die Kolonien Minister für Dominion-Angelegenheiten            | Leo Amery                    | Leopold Stennett Amery                                   | Conservative Party | 6. November 1924                           | 4. Juni 1929     |              |
| Bildungsminister Präsident des Board of Education                          | Eustace Percy                | Eustace Percy                                            | Conservative Party | 6. November 1924                           | 4. Juni 1929     |              |
| Gesundheitsminister                                                        | Neville Chamberlain          | Neville Chamberlain                                      | Conservative Party | 6. November 1924                           | 4. Juni 1929     |              |
| Minister für Indien                                                        | Frederick Edwin Smith        | Frederick Edwin Smith, 1. Earl of Birkenhead             | Conservative Party | 6. November 1924                           | 18. Oktober 1928 |              |
| Minister für Indien                                                        | Willem Peel                  | William Peel, 2. Viscount Peel                           | Conservative Party | 18. Oktober 1928                           | 4. Juni 1929     |              |
| Arbeitsminister                                                            | Arthur Steel-Maitland        | Arthur Steel-Maitland                                    | Conservative Party | 6. November 1924                           | 4. Juni 1929     |              |
| Kanzler des Herzogtums Lancaster                                           |                              | Robert Cecil, 1. Viscount Cecil of Chelwood              | Conservative Party | 6. November 1924                           | 19. Oktober 1927 |              |
| Kanzler des Herzogtums Lancaster                                           | Ronald McNeill               | Ronald McNeill, 1. Baron Cushendun                       | Conservative Party | 19. Oktober 1927                           | 4. Juni 1929     |              |
| Minister für Schottland                                                    | John Gilmour                 | John Gilmour, 2. Baronet                                 |                    | Unionist Party (Conservative Party)        | 6. November 1924 | 4. Juni 1929 |
| Handelsminister Präsident des Board of Trade                               | Philip Cunliffe-Lister       | Philip Lloyd-Greame                                      |                    | Conservative Party                         | 6. November 1924 | 4. Juni 1929 |
| Kriegsminister                                                             | Laming Worthington-Evans     | Laming Worthington-Evans                                 | Conservative Party | 6. November 1924                           | 4. Juni 1929     |              |
| Minister für öffentliche Arbeiten                                          | Willem Peel                  | William Peel, 2. Viscount Peel                           | Conservative Party | 6. November 1924                           | 18. Oktober 1928 |              |
| Minister für öffentliche Arbeiten                                          | Charles Vane-Tempest-Stewart | Charles Vane-Tempest-Stewart, 7. Marquess of Londonderry |                    | Ulster Unionist Party (Conservative Party) | 18. Oktober 1928 | 4. Juni 1929 |

## Hintergrundliteratur
- Der Große Ploetz. Die Enzyklopädie der Weltgeschichte, Verlag Vandenhoeck & Ruprecht, 35. Auflage, 2008, S. 1049, ISBN 978-3-525-32008-2